# Volkswagen Magotan
La Volkswagen Magotan est un modèle de voiture construit par le constructeur automobile chinois FAW Volkswagen depuis 2007 à Changchun, c'est une voiture basée sur le modèle européen (Volkswagen Passat). Elle est vendue aux côtés de la Passat "NMS".
La Magotan était initialement disponible uniquement en version berline tricorps à quatre portes. Fin 2010, elle est sortie en version Variant.
Depuis décembre 2011, est sortie la deuxième génération de Magotan. La version variant Magotan Alltrack est proposée de 2013 à 2015, et provient de l'usine Mosel.En 2016 une nouvelle génération est disponible et est toujours commercialisée. Elle est motorisée par les mêmes moteurs que sa jumelle Passat.

## Présentation de génération

### Première génération

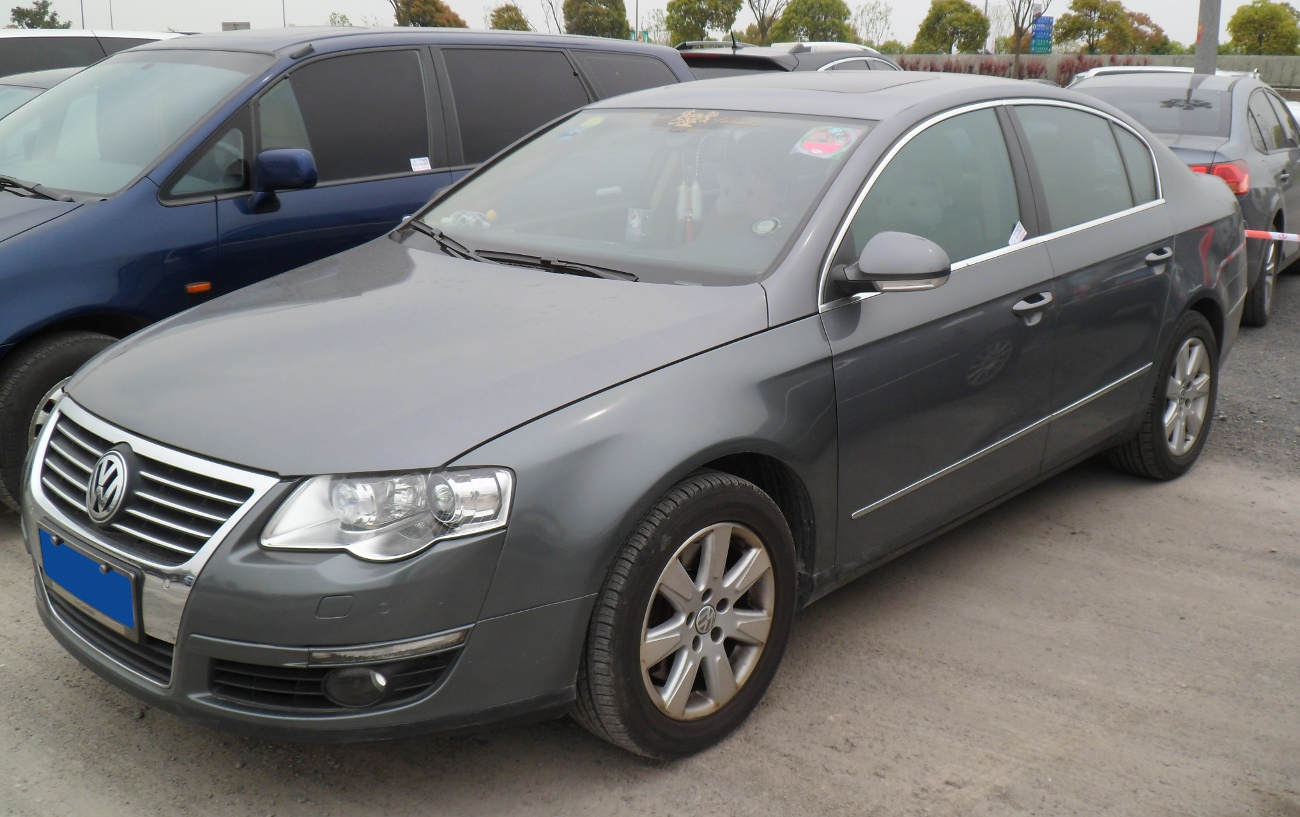
Volkswagen Magotan 大众迈腾 2007-2011
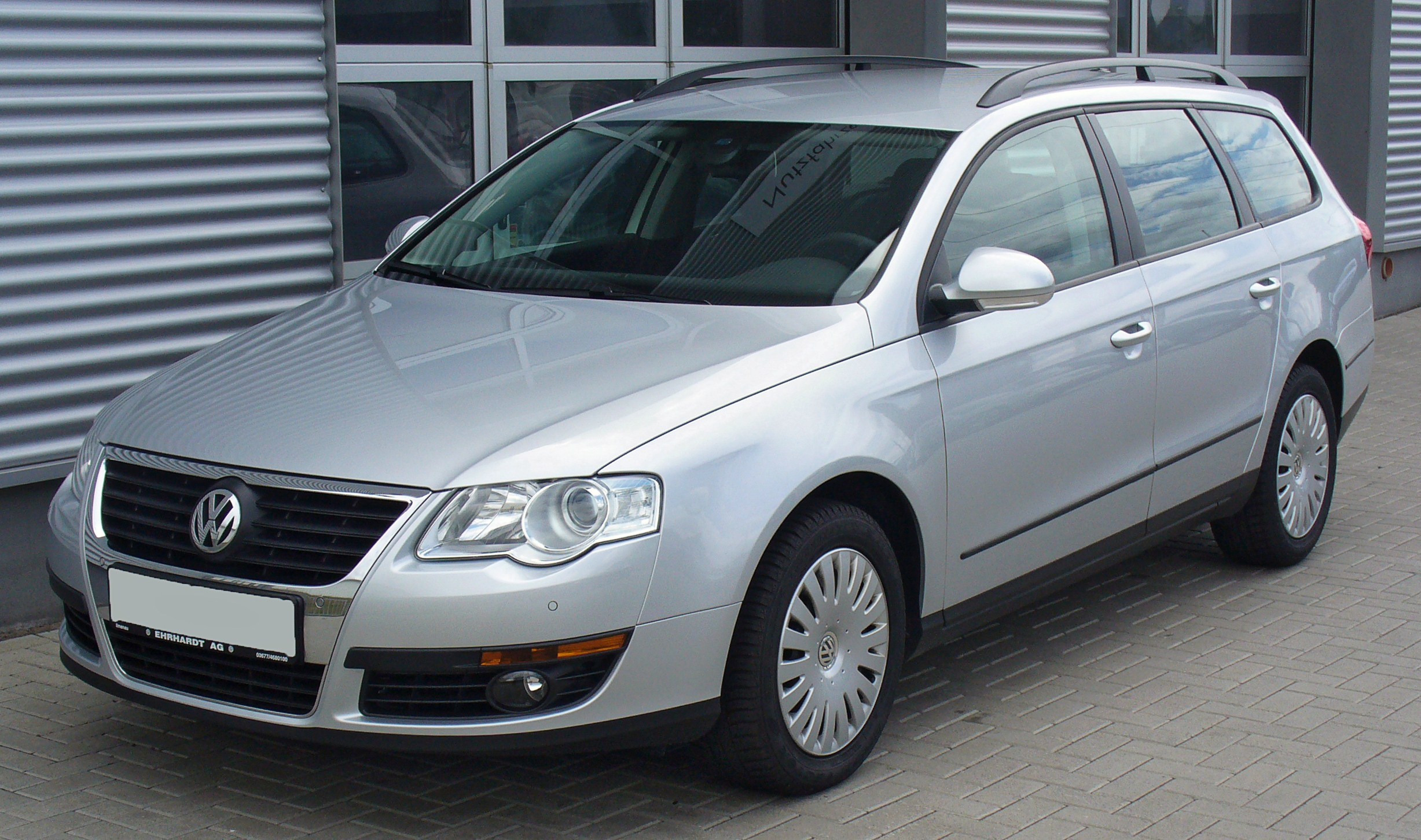
Volkswagen Variant 大众旅行轿车 2010-2011

### Deuxième génération

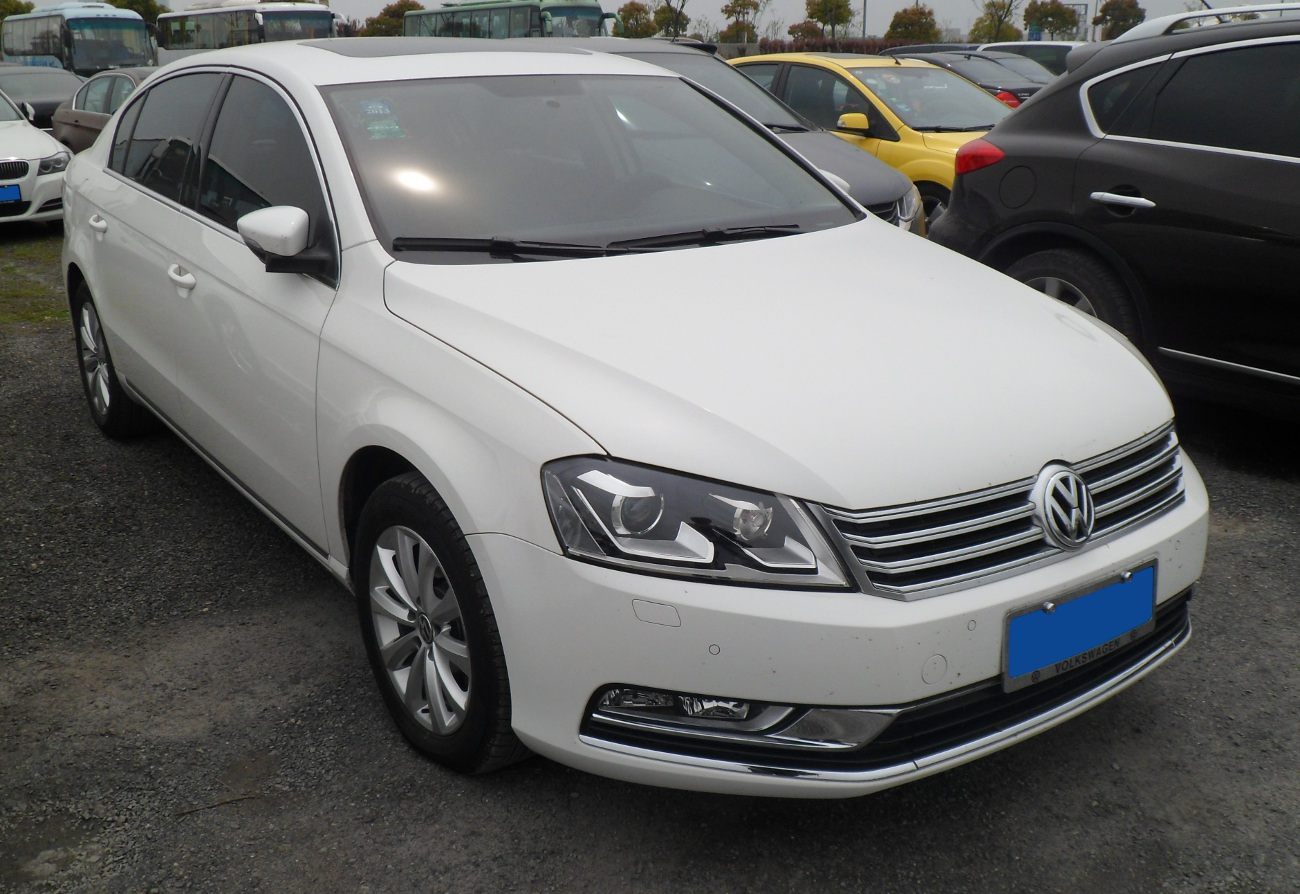
Volkswagen Magotan 大众迈腾 2011-2015
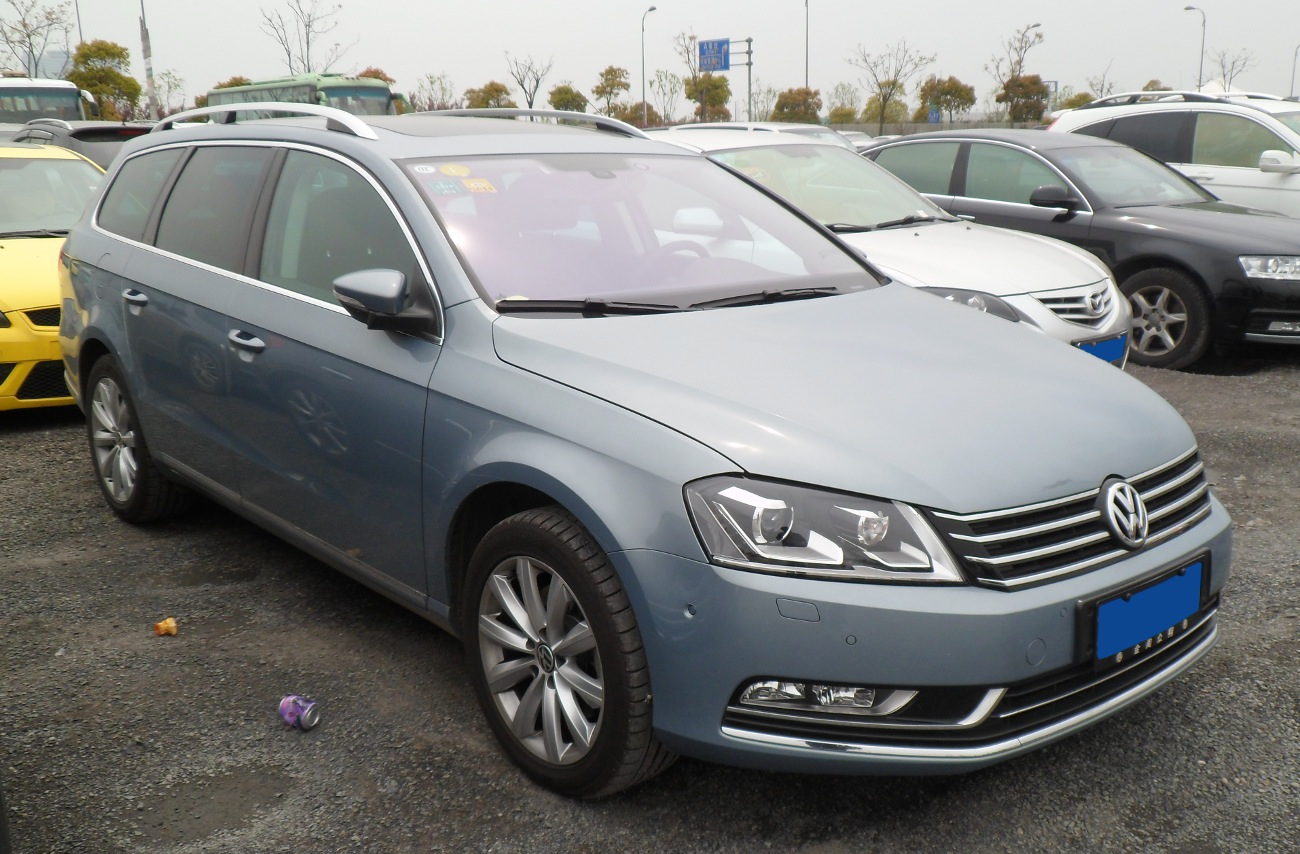
Volkswagen Magotan Variant 大众迈腾旅行轿车 2011-2015
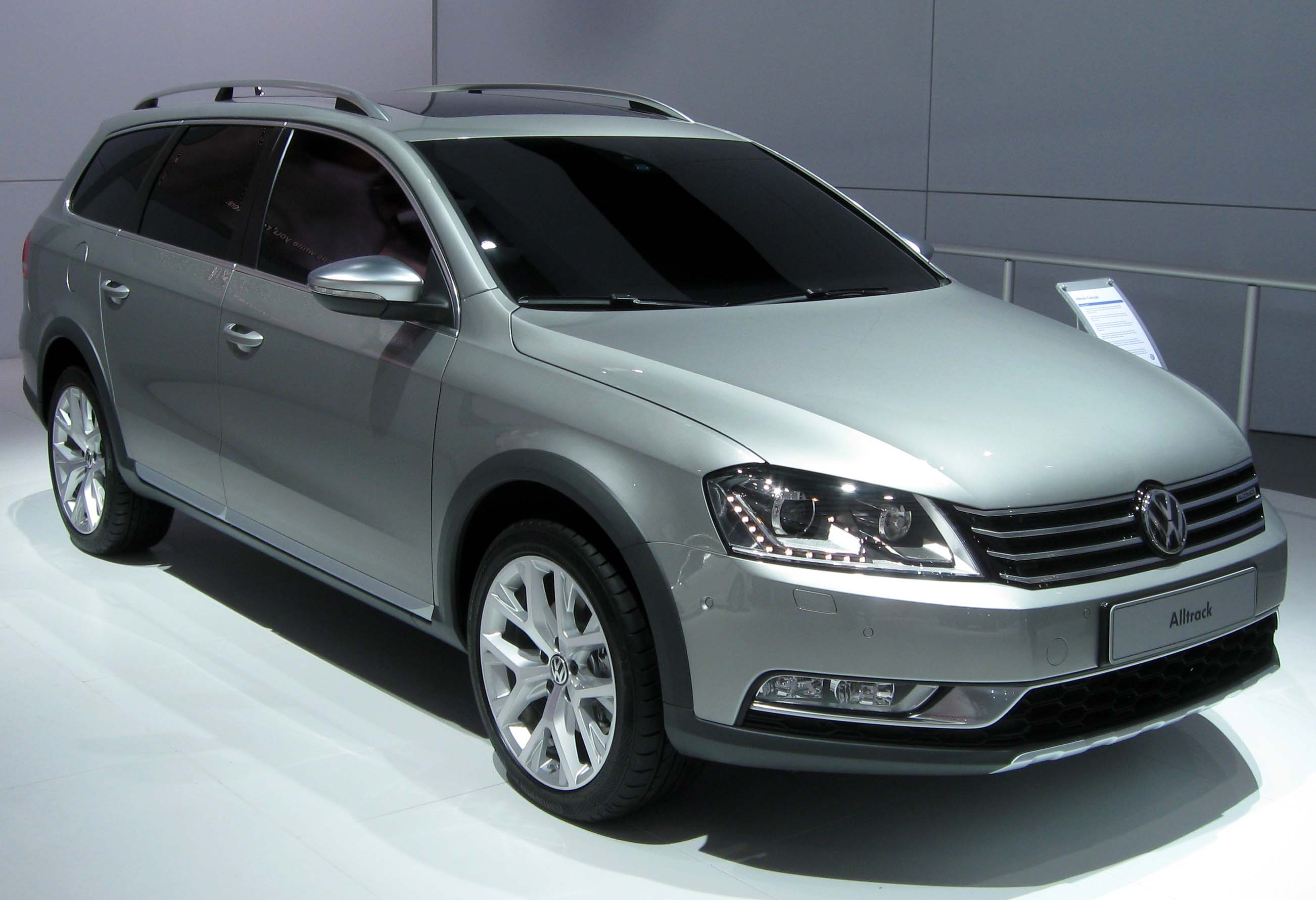
Volkswagen Magotan Alltrack 大众迈腾四驱旅行车 2013-2015

### Troisième génération

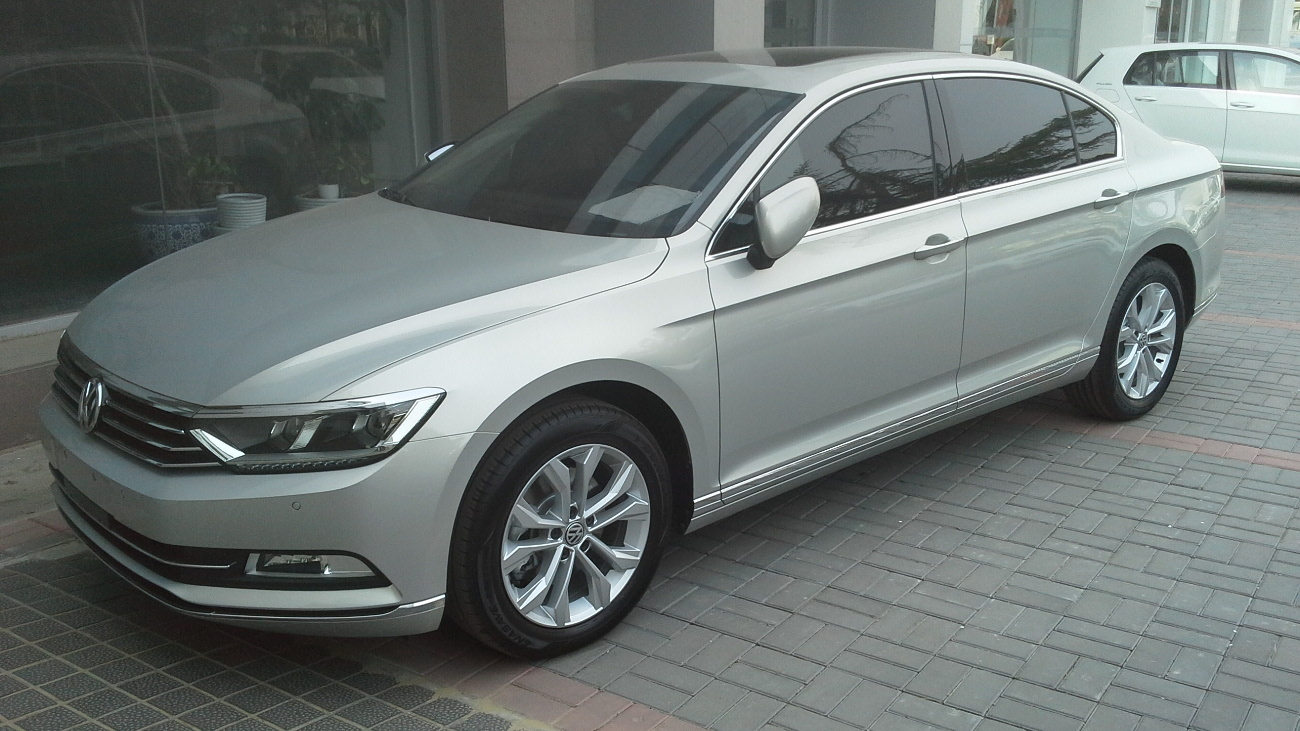
VW Magotan 2016-présent
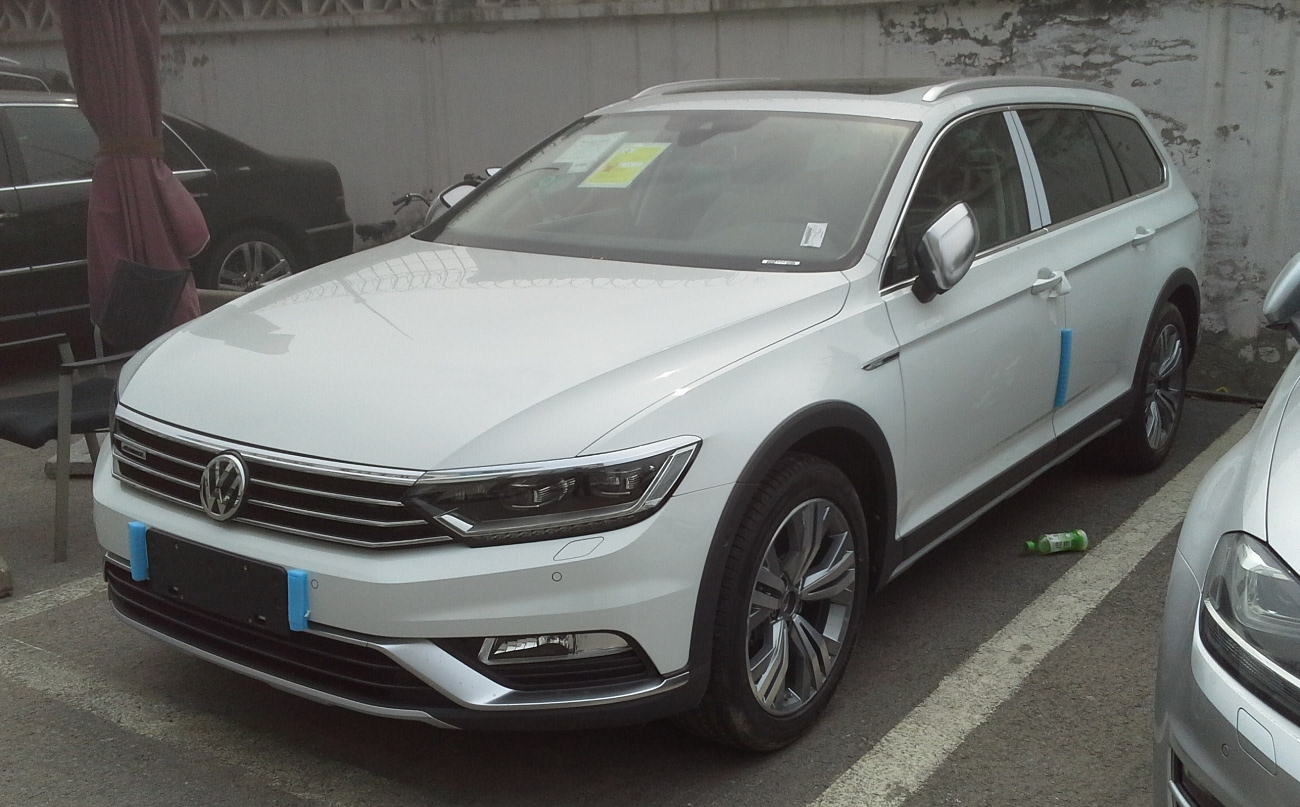
VW Variant Alltrack 2015-présent (import)
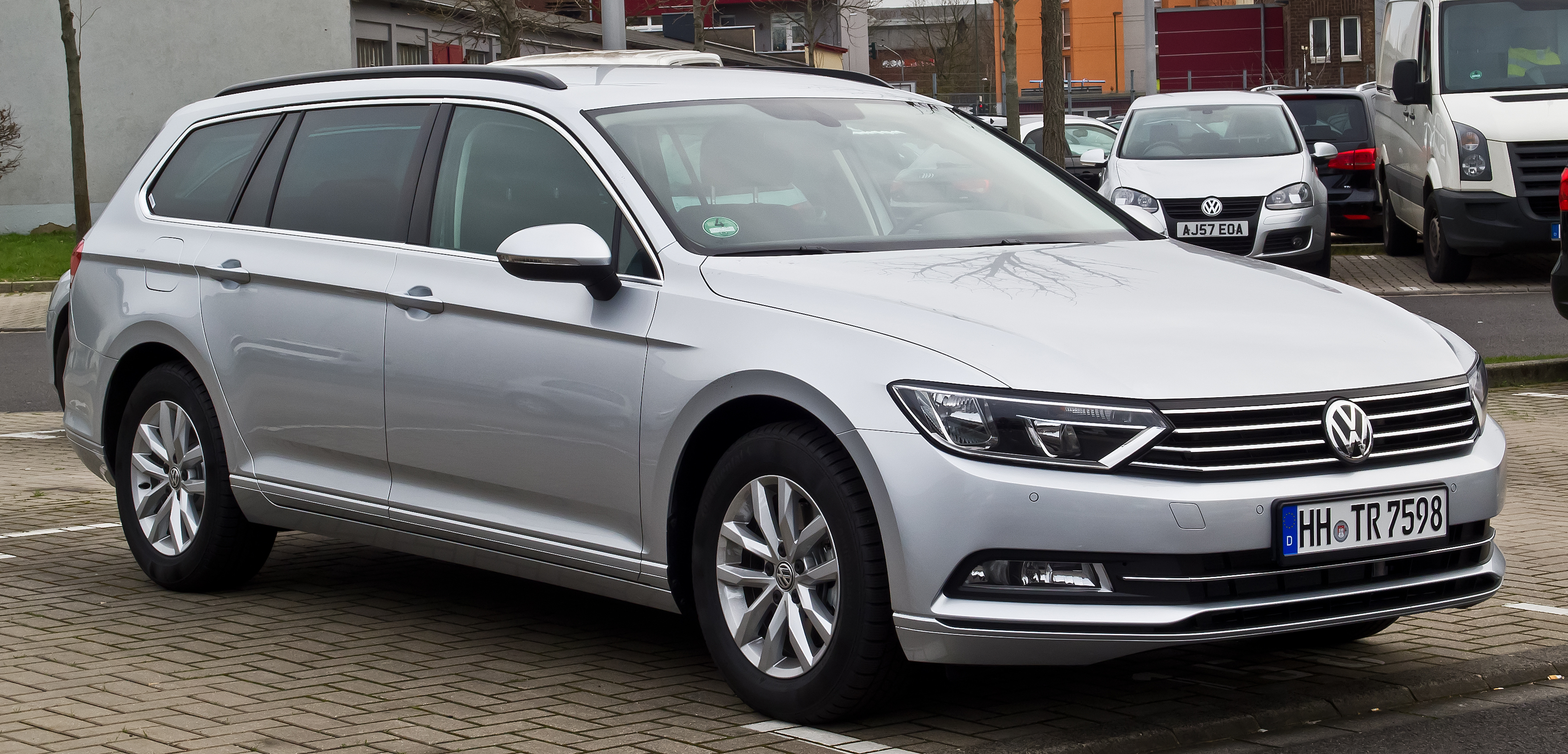
VW Variant 2015-présent (import)